# Regatul Franței
Regatul Franței (franceză Royaume de France) a fost un stat feudal din vestul Europei, unul din succesorii direcți ai Regatului Francilor, precursorul Franței actuale și una dintre cele mai mari puteri economice, militare și politice din Evul Mediu. Cu toate că de facto era independent în urma Tratatul de la Verdun din 843, regatul Franței a început să se contureze ca un stat de sine stătător doar în urma urcării pe tron a Dinastiei Capețienilor, succesorii acestora conducând statul timp de peste 800 de ani, până la izbucnirea Revoluției franceze în 1789.

## Expansiunea teritorială
La jumătatea secolului XV Franța era mult mai restrânsă teritorial decât actualmente și numeroase provincii frontaliere (ca de exemplu Roussillon, Cerdagne, Calais, Béarn, Navarre, Comitatul Foix, Flandra, Artois, Lorena, Alsacia, Trois-Évêchés, Franche-Comté, Savoia, Bresse, Bugey, Gex, Nisa, Provence, Dauphiné și Bretania) erau fie autonome, fie aparțineau altor state medievale; existau de asemenea numeroase enclave străine, ca de exemplu Comtat Venaissin. În plus, anumite teritorii erau fiefuri personale ale unor familii nobile și acestea erau conduse indiferent de voința suveranului francez.
Secolele XV, XVI și XVII au reprezentat o perioadă de importante expansiuni teritoriale ale regatului. Astfel între 1461 și 1789 au fost achiziționate următoarele teritorii:
- sub Ludovic al XI-lea - Provence (1482), Dauphiné (1461, sub control francez din 1349)
- sub Francisc I - Bretania (1532)
- sub Henric al II-lea - Calais, Trois-Évêchés (1552)
- sub Henric al IV-lea - Comitatul Foix (1607)
- sub Ludovic al XIII-lea - Béarn și Navarre (1620, sub control francez din 1589 ca parte a posesiunilor lui Henric al IV-lea)
- sub Ludovic al XIV-lea
  - Pacea Westfalică (1648) - Alsacia
  - Tratatul Pirineilor (1659) - Artois, Catalonia de Nord (Roussillon, Cerdagne)
  - Tratatul Nijmegen (1678-9) - Franche-Comté, Flandra
- sub Ludovic al XV-lea - Lorena (1766), Corsica (1768)

## Istoric

### Dinastia Capețienilor

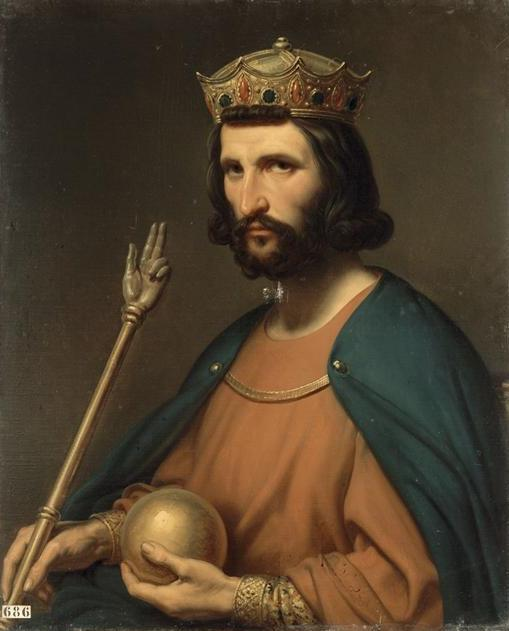
Hugh Capet

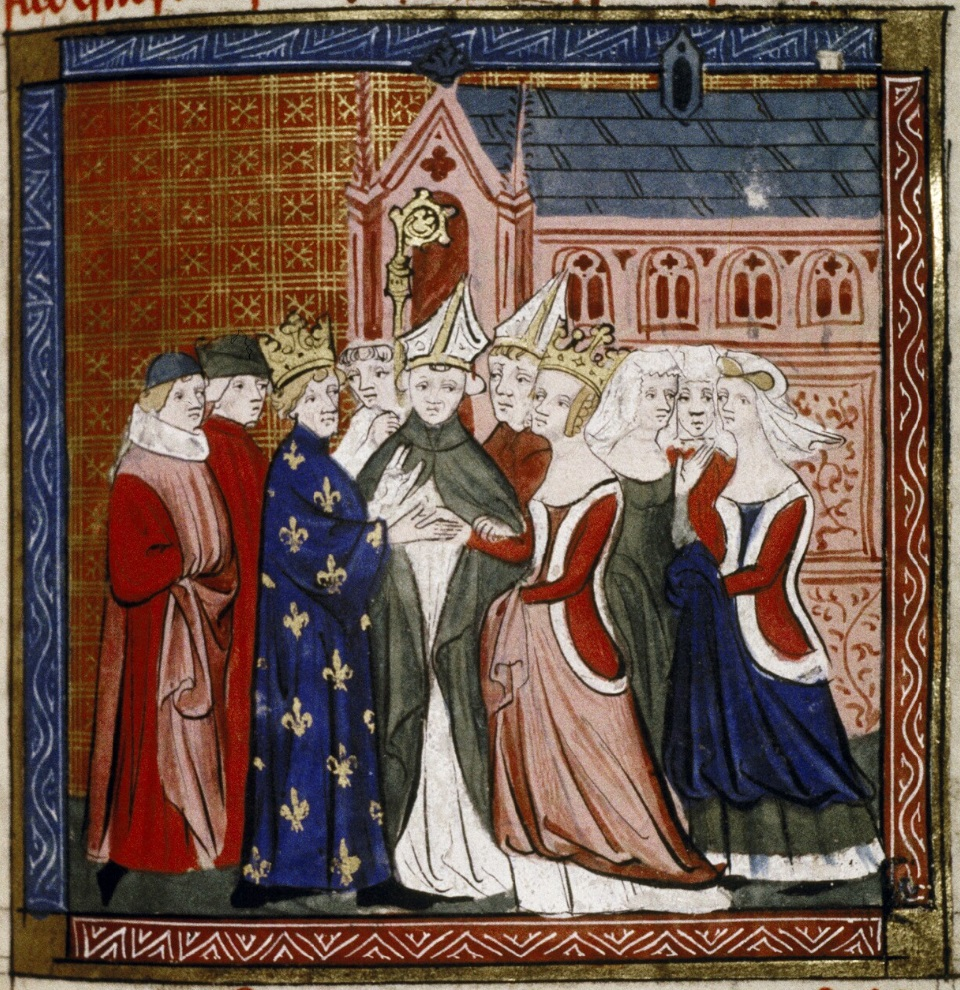
Casatoria dintre Ludovic VII si Eleonora

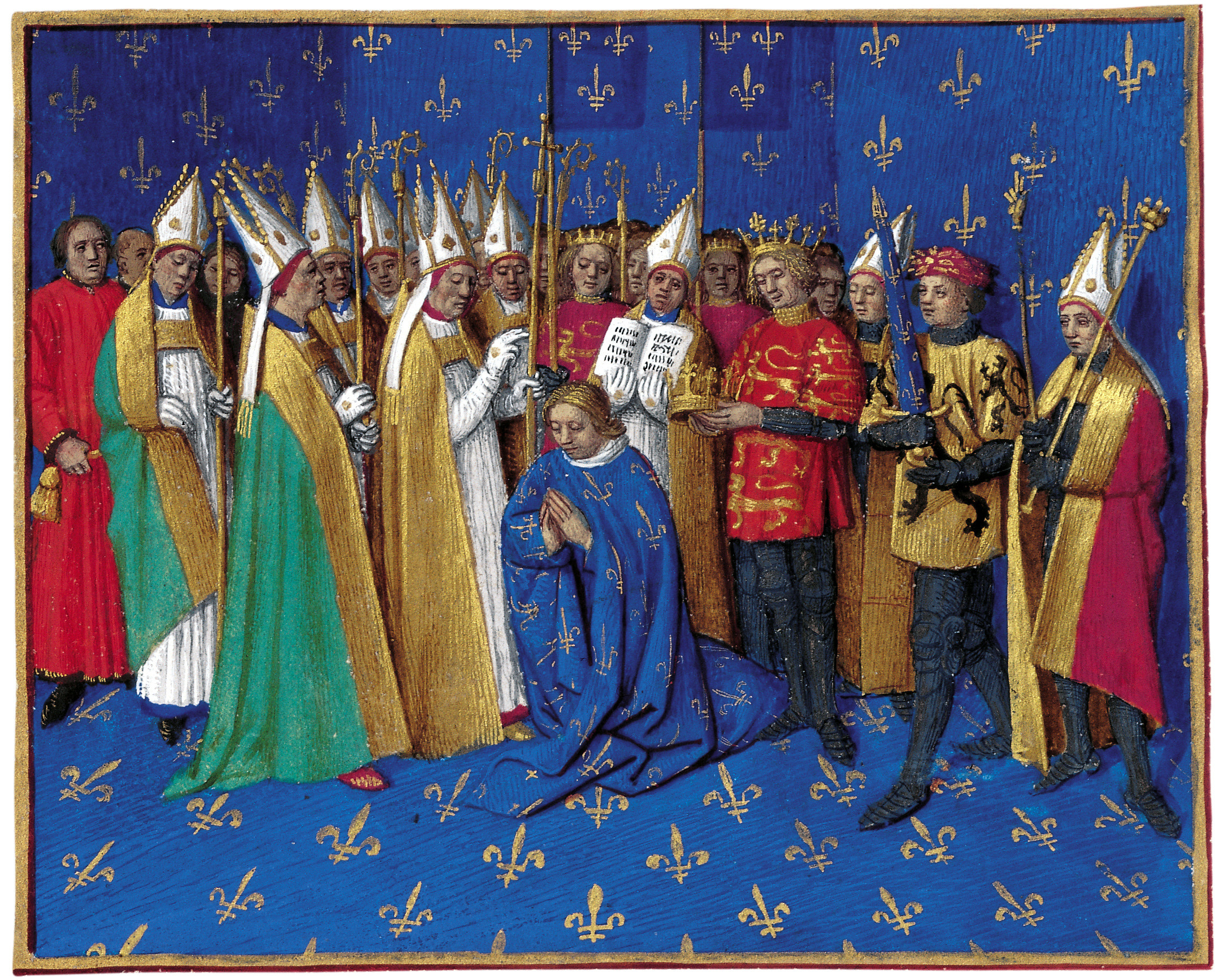
Incoronarea lui Filip II August

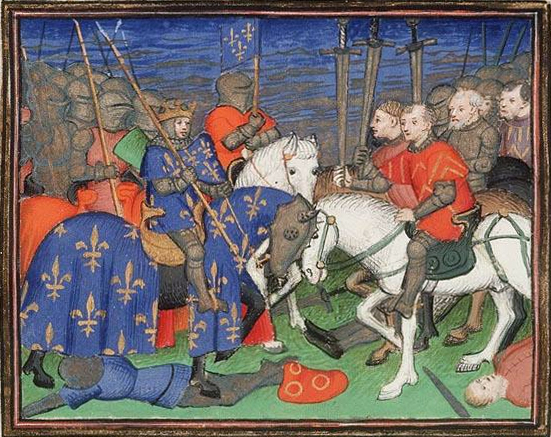
Batalia de la Bouvines

Ultimii carolingieni și-au disputat controlul asupra Lorenei cu saxonii din Germania. Ca duci de Paris, capetienii au câștigat un prestigiu considerabil după ce i-au respins pe normanzi. Au profitat de conflict pentru a se impune, iar membrii familiei lor au fost aleși între anii 888-922 în locul Carolingilor. Când Ludovic V din dinastia Carolingilor a murit în 987 fără să lase urmași, Hugo Capet a preluat tronul cu ajutorul saxonilor. La început ,regii au deținut un teritoriu restrâns în Île-de-France în jurul Parisului, de unde obțineau veniturile necesare. Mulți duci și conți autonomi de facto stăpâneau restul Franței.
În timp ce în Sfântul Imperiu Roman era monarhie electivă, în Franța s-a consolidat monarhia ereditară prin moștenirea neîntreruptă din tată în fiu a coroanei regale. Regii căutau sprijin în orașele prospere și la înaltul cler. Un personaj religios important a fost abatele Suger de la Saint-Denis, care a întărit autoritatea regală centrală, a combătut vasalii nesupuși, a recrutat soldații pentru a doua cruciadă împreună cu Bernard de Clairvaux și a fost regent pentru regele Ludovic al VII-lea al Franței  cât timp a participat în cruciadă.
Capețienii au încercat să-și extindă teritoriile pe care le dețineau prin căsătorii plănuite. În 1137, Ludovic VII s-a căsătorit cu Eleonora de Aquitania, moștenitoarea unor întinse moșii din sud-vestul Franței. Mariajul a eșuat și a fost anulat în 1152. Suger l-a consiliat pe rege în privința divorțului de Eleonora de Aquitania. Eleonora s-a recăsătorit cu Henric II Platagenet, conte de Anjou, duce de Normandia și din anul 1154, rege al Angliei.
Regele francez s-a confruntat cu un rival periculos în propria țară după această căsătorie. Conflictul a consolidat monarhia franceză, primind sprijinul poporului și bisericii, în vreme ce regele englez era acuzat de asasinarea arhiepiscopului de Canterbury. 
Pentru a-i destabiliza pe englezi, Filip al II-lea al Franței, fiu lui Ludovic VII din a două căsătorie, a provocat o dispută între Henric II și fiul său, Richard I, și apoi între Richard și Ioan. Deși era vasal al regelui Franței, Ioan a refuzat să îl slujească, când a fost convocat la curtea regală de la Paris. În urmă procesului din 1204, proprietățile din Franța ale lui Ioan au fost confiscate. S-a aliat cu vărul sau din familia Welf, Otto IV, pornind un război contra Franței. Filip i-a învins pe Ioan și pe Otto în  Bătălia de la Bouvines din 1214, care i-a adus numele de "August". A condus un alt război împotriva albigenizilor din sudul Franței, care erau sprijiniți de nobili și de conții de Tolouse și vasalii acestora. 
După moartea lui Filip în 1223, fiul și nepotul lui,Ludovic al IX-lea al Franței , a continuat să lupte în războaiele împotriva albigenzilor. Au fost purtate că cruciade sfinte, scopul fiind cucerirea sudului Franței, atât de înfloritor și de bogat din punct de vedere cultural și lingvistic.
Ludovic al IX-lea al Franței i-a învins pe albigenzi și pe conții de Tolouse, anexând sudul Franței proprietăților coroanei. A dominat și în conflictul cu regii englezi, care încă mai dețineau teritorii vaste în sud-vestul Franței, chiar și după confiscarea celor pe care le deținuse Ioan Fără de Țară. Ludovic IX a fost canonizat în 1297 pentru că a întreprins două cruciade în Țara Sfântǎ, dar și pentru că a murit de ciumă în timpul ultimei cruciade în 1270. 
Nepotul sǎu, Filip al IV-lea cel Frumosa abandonat Flandra în 1302 după o răscoala și după Bătălia de la Courtrai, în care cavalerii săi au fost nimiciți de rebelii flamanzi. Papa Bonifaciu al VIII-lea s-a împotrivit deciziei lui Filip de a taxa clerul, iar în 1302 prin bula papală Unam Sanctam a adâncit conflictul cu Franța. Filip a ordonat răpirea papei. Cu toate că Bonifaciu a scăpat, a murit la scurt timp după aceea. În 1305 regele Filip l-a pus pe prietenul sau, arhiepiscopul de Bordeaux, pe scaunul papal. Sub numele de Clement al V-lea, acesta a mutat reședința papală de la Roma la Avignon în sudul Franței. Papii, fiind supuși complet regelui Franței, au trăit în exilul de la Avignon timp de 70 de ani. 
Filip a atacat de asemenea Ordinul Templierilor, care deținea proprietăți vaste în Franța. Capii ordinului au fost arestați și acuzați de erezie până în anul 1307. După ce au mărturisit sub tortură, marele maestru și alți cavaleri au fost arși pe rug, iar regele le-a confiscat averile. Ordinul a fost desființat oficial de papa Clement al V-lea în 1312, la solicitarea regelui. 
După moartea lui Filip al IV-lea în 1314, cei trei fii ai săi i-au urmat la tron, dar au murit toți înainte de a lasă un moștenitor. Astfel, a luat sfârșit Dinastia Capețienilor în 1328. Conform Lex Salica a lui Clovis I, care permitea doar bărbaților să urce la tron, vărul lui Carol IV, Filip al VI-lea al Franței din Casă de Valois a devenit rege. Regele Angliei, Eduard III, a cerut și el coroana Franței, fiind fiul surorii lui Carol IV, Isabela. S-a declanșat Războiul de 100 de ani.

### Războiul de 100 de ani
În 1346, în timpul Războiului de 100 de ani, englezii i-au înfrânt pe francezi în bătălia de la Crecy. Eduard Prințul Negru, fiul lui Eduard III, a ieșit învingător în 1356 în bătălia de la Maupertuis, luându-l prizonier pe regele Ioan II al Franței. Prin tratatul de la Bretignu din 1360, Ioan a fost eliberat în schimbul unei recompense și a cedării unor teritorii. Nu și-a putut plăti cauțiunea și a fost luat din nou prizonier, murind în 1364. 
Carol V, regent în timpul captivității tatălui sau, a devenit rege. S-a confruntat cu o răscoala țărănească în nord-estul Franței, pe care a înăbușit-o. În 1369, și-a reindreptat atenția asupra războiului împotriva Angliei și a reușit să câștige toate teritoriile deținute de englezi. 
Fiul său, Carol VI, a ajuns la tron în 1380, dar după 1392 a fost acuzat de demență primind porecla de Carol Nebunul. Lupta pentru regență între rudele sale a degenerat în război civil. Henric V al Angliei a profitat de situație și a invadat Franța în 1415. După bătălia de la Azincourt, Carol a cedat Normandia lui Henric și l-a numit moștenitor al tronului francez prin tratatul de la Troyes din 1420. Ambii monarhi au murit în 1422. Carol VII, fiul lui Carol VI, a revendicat coroana, beneficiind de sprijinul sudului Franței, în vreme ce Henric VI al Angliei era susținut de nordul țării. În 1428, după asediul de la Orleans, francezii păreau să piardă războiul, dar în anul următor, sub comandă lui Ioana d'Arc, au reușit să respingă atacul englezilor. Născută într-o familie de țărani, a avut viziuni în copilărie, considerând că a fost chemată să salveze Franța. S-a înrolat și a adus victoria de la Orleans în 1429. A continuat să lupte până a fost capturată de englezi în 1430. Clericii pro-englezi din orașul ocupat Rouen au judecat-o pentru erezie și vrăjitorie și au condamnat-o la moarte. Regele francez nu a întreprins nicio acțiune pentru a o salva, această fiind arsă pe rug în 1431. Burgundia a încheiat pace cu regele francez prin tratatul de la Arras din 1435, iar Parisul a fost eliberat. 
Până în 1453, englezii au fost alungați din țară, cu excepția orașului Calais. 
Izbucnirea Războiului Rozelor i-a împiedicat pe englezi să mai atace Franța. Carol VII și succesorii săi au început efortul de reconstrucție a țării. Ludovic XI a luptat împotriva lui Carol cel Viteaz, ducele Burgundiei, care a dorit să obțină autonomia. După moartea ducelui în 1477, Ludovic a pierdut o mare parte a Burgundiei prin căsătoria fiicei lui Carol cel Viteaz cu Maximilian al Austriei. Habsburgii au castiat puterea și au devenit noii dușmani ai Franței. 
Casă de Valois a revendicat Regatul Neapolelui și Ducatul de Milano, pe care Ludovic XII le ocupase în 1499. Pe tron l-a urmat în 1515, ginerele său, Francisc I, în timpul căruia conflictul cu habsburgii a atins apogeul.

### Renașterea și absolutismul

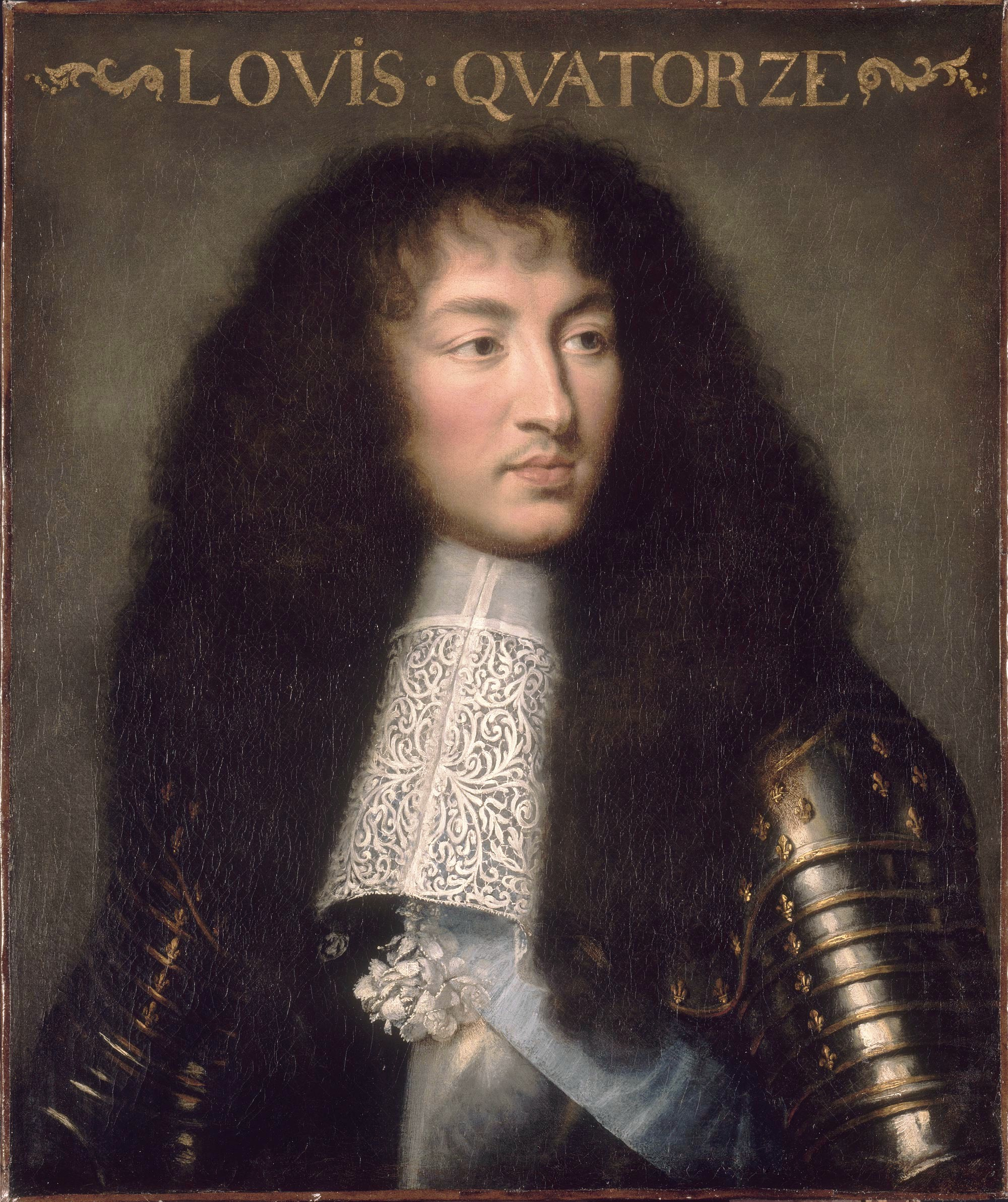
Ludovic al XIV-lea

Secolul al XVI-lea este marcat de dominația Spaniei ce se unește cu domeniile Dinastiei Habsburgilor, conducători ai Sfântului Imperiu Romano-German. Această nouă putere intră în repetate rânduri în conflict cu regii Franței existând succese de o parte și de alta. Războaiele Religiilor marchează sfârșitul secolului al XVI-lea și totodată sfârșitul dinastiei Valois.
Abia cu venirea lui Henric al IV-lea și Ludovic al XIII-lea cu ministrul său Richelieu, Franța a reușit să iasă din conul său de umbră (1648 și 1659). Perioada care a urmat a fost cea mai fastă din istoria acestei țări. De la regele Ludovic al XIV-lea la Revoluție, Franța a dominat scena internațională pe plan militar, diplomatic și cultural. Această perioadă este marcată și de debutul Imperiului Colonial Francez dar datorită nehotărârii regelui Ludovic al XV-lea Franța nu reușește să își impună supremația în anumite regiuni ale globului, în detrimentul Imperiului Britanic.